# Nesoeme kuscheli
Nesoeme kuscheli là một loài bọ cánh cứng trong họ Cerambycidae.